# آتشکده آتشکوه
آتشکده آتشکوه یکی از مهم‌ترین آثار بجا مانده از دوران باستان در ایران است که در نزدیکی شهر نیم‌ور از توابع شهرستان محلات در استان مرکزی قرار دارد. مورخان قدمت این بنا را به دوره ساسانیان مربوط می‌دانند. بنای چهار طاقی آن شامل ستون‌های سنگی استوانه‌ای شکل است که بر روی هم استوار شده‌اند. این بنا دارای اتاق‌های سرپوشیده و محلی برای برافروختن آتش بوده‌است. محلی که این آتشکده قرار دارد دارای طبیعت سبزی است، اما اکنون این بنا درحال تخریب است. این اثر در تاریخ ۲۱ آبان ۱۳۱۷ با شمارهٔ ثبت ۳۱۱ به‌عنوان یکی از آثار ملی ایران به ثبت رسیده‌است.

## تاریخچه
به گفته ابن فقیه همدانی، این بنا تا سده چهارم هجری برپا و سالم بوده‌است. همچنین او این بنا را هم‌طراز ایوان کسری و معبد آناهیتا در کنگاور دانسته‌است.
حکیم محمدتقی خان در کتاب گنج دانش دربارهٔ بنای آتشکده آورده‌است:
گویند جاسب، از بناهای یکی از امرای عسکریه، همای دختر بهمن بن اسفندیار مشهور به نیمور است و این امیر در نراق و دلیجان و دهات پشت گدار، حکومت داشته و امیر مزبور آتشکده‌ای در دو فرسخی نیمور در کوه آتشکوه ساخته و به وضع چهار صفحه بنا شده‌است. هنوز پایه‌هایش برقرار است و در آن سنگ‌های عریض و طویل به کار برده‌اند که هر قطعه سنگی از آن، یک زرع و نیم عرض و سه زرع طول دارد و ۱۲ گره، کلفتی هر پارچه سنگ می‌شود.
هوتوم شیندلر و آندره گدار در دهه ۱۳۱۰ خورشیدی نیز به بررسی این بنا پرداخته‌اند. گدار ابتدا از بنا با عنوان آتشگاه یاد می‌کند و نقشه‌ای از دیوار محاطی و دهلیزهای احتمالی آن بر اساس تصوراتی که می‌کرده‌است، رسم می‌کند، اما سپس با توجه به قرائن موجود، نقشهٔ مفروض خود را رد می‌کند و از بنا به عنوان یک علامت راه‌یابی یاد می‌کند. آندره گدار همچنین در توصیه بنا می‌گوید:
ترکیب این بنا به نظر عجیب می‌رسد. شبستان بزرگ گنبددار خیلی بازی وجود دارد که گنبد آن بر پایه‌هایی با ستون‌های جاسازی شده در دیوار نهاده شده‌است
اما به اعتقاد رضا مرادی غیاث‌آبادی، اینجا نه آتشکده که «چارتاقی» بوده‌است، مانند چارتاقیِ نیاسر کاشان.

## موقعیت جغرافیایی
این آتشکدهٔ خاموش در ۵ کیلومتری راه نیم‌ور به دلیجان و در نزدیکی روستای آتشکوه‌است. با شهر محلات نزدیک به ۱۳ کیلومتر فاصله دارد.
آتشکده در دامنهٔ کوه آتشکوه و در کنار رودخانه‌ای به همین نام در گستره‌ای نزدیک به ۶۰۰ مترمربع ساخته شده‌است. در ازای آن ۴۰ متر و ۲۸ سانتی‌متر و پهنایش در بخش خاوری(:شرقی)۶۰ متر و ۱۲ سانتی‌متر و در بخش باختری(:غربی) ۲۵متر است. روستای آتشکوه با کمتر از ۱۰ خانوار در ضلع شمالی این بنا قرار گرفته‌است.
مشاهده آتشکده آتشکوه روی نقشه و مکان‌های اطراف آن

## درخت چنار
در کنار این آتشکده چندین درخت چنار مرتفع با قدمت بسیار وجود دارد.

## معادن سنگ
کوه‌های سنگی این منطقه منبع بزرگ درآمد برای مجتمع اقتصادی کمیته امداد امام خمینی و یکی از بزرگترین منابع معادن سنگ تراورتن در جهان هستند. معدن سنگ تروارتن آتشکوه درقسمت جنوبشرقی شهر نیم ور و درنزدیکی نمایشگاه بین‌المللی سنگ نیم ور وشهرک صنعتی نیم ور قرار گرفته‌است

## ویژگی‌های ساختاری
ریزه‌کاری‌های به‌کار رفته در بهره‌گیری از سنگ‌های پاسُتون‌ها و ستون‌ها به اندازه‌ای است که هیچ‌گاه دوبند سنگ روی هم قرار نگرفته‌است. در ساخت بنا از آجرهای چهارگوش با نمای سنگ استفاده شده و برای استواری بیشتر بنا درون دیوارها، تیرچه چوبی به کار رفته‌است.

## نگارخانه

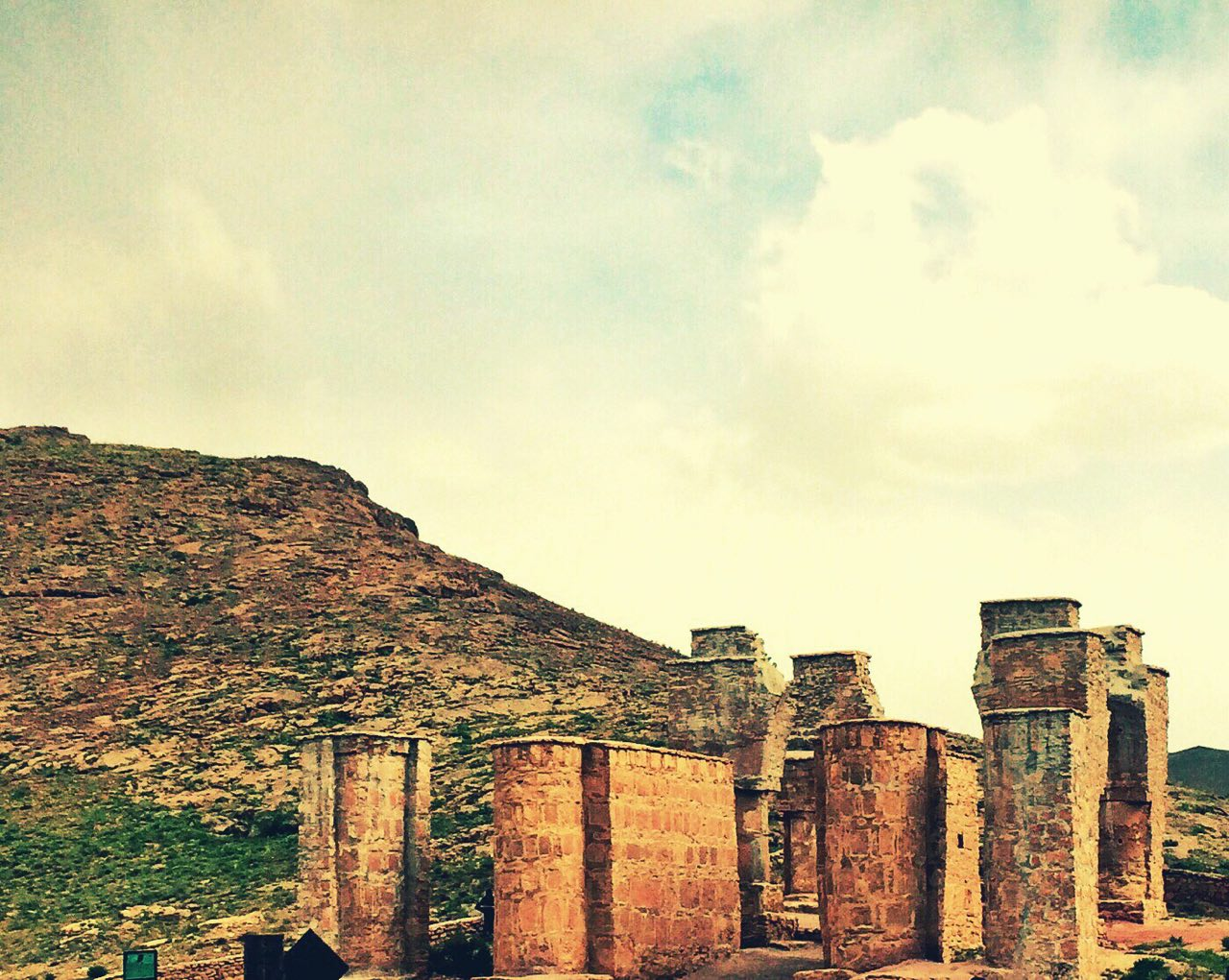
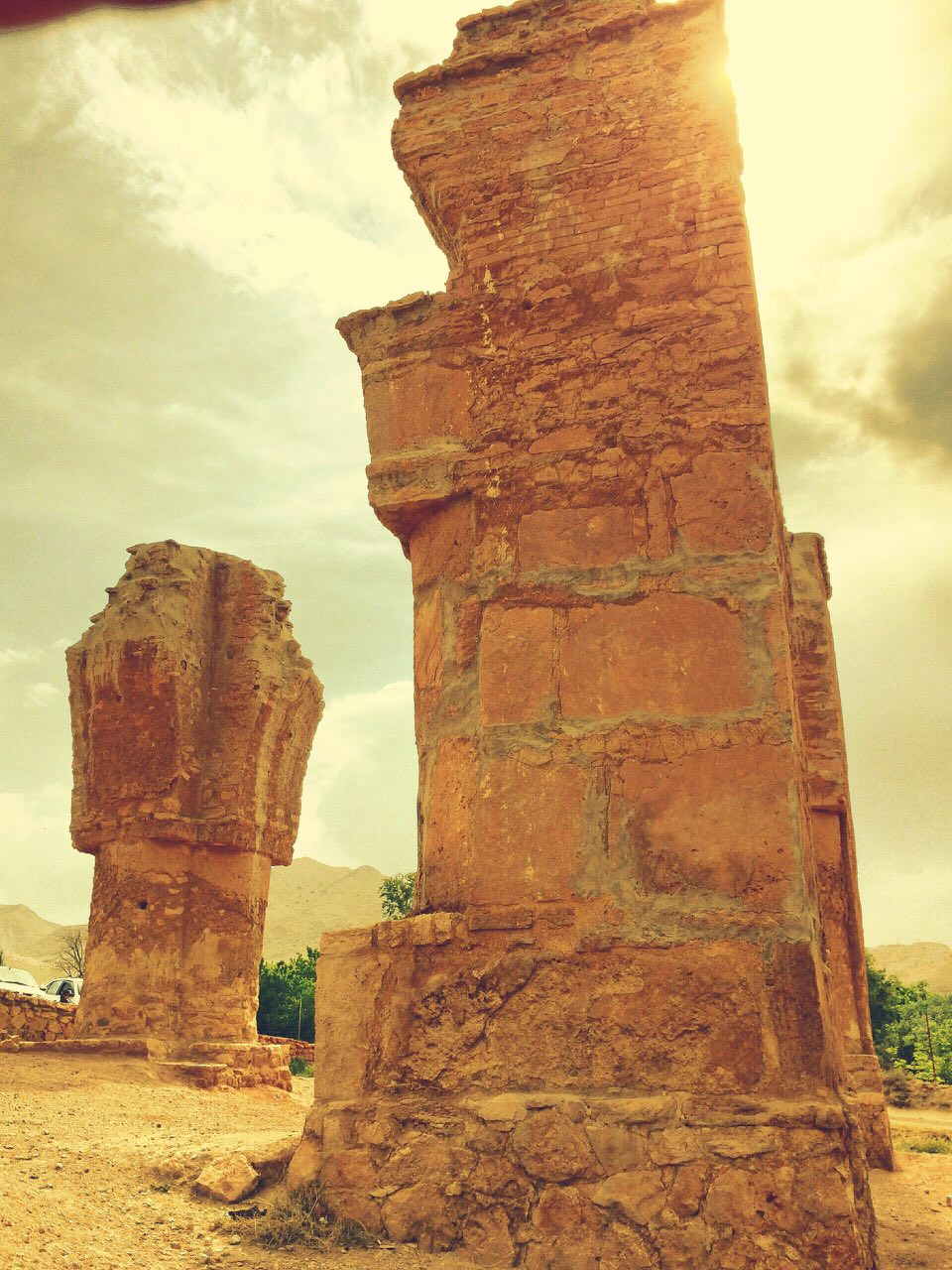
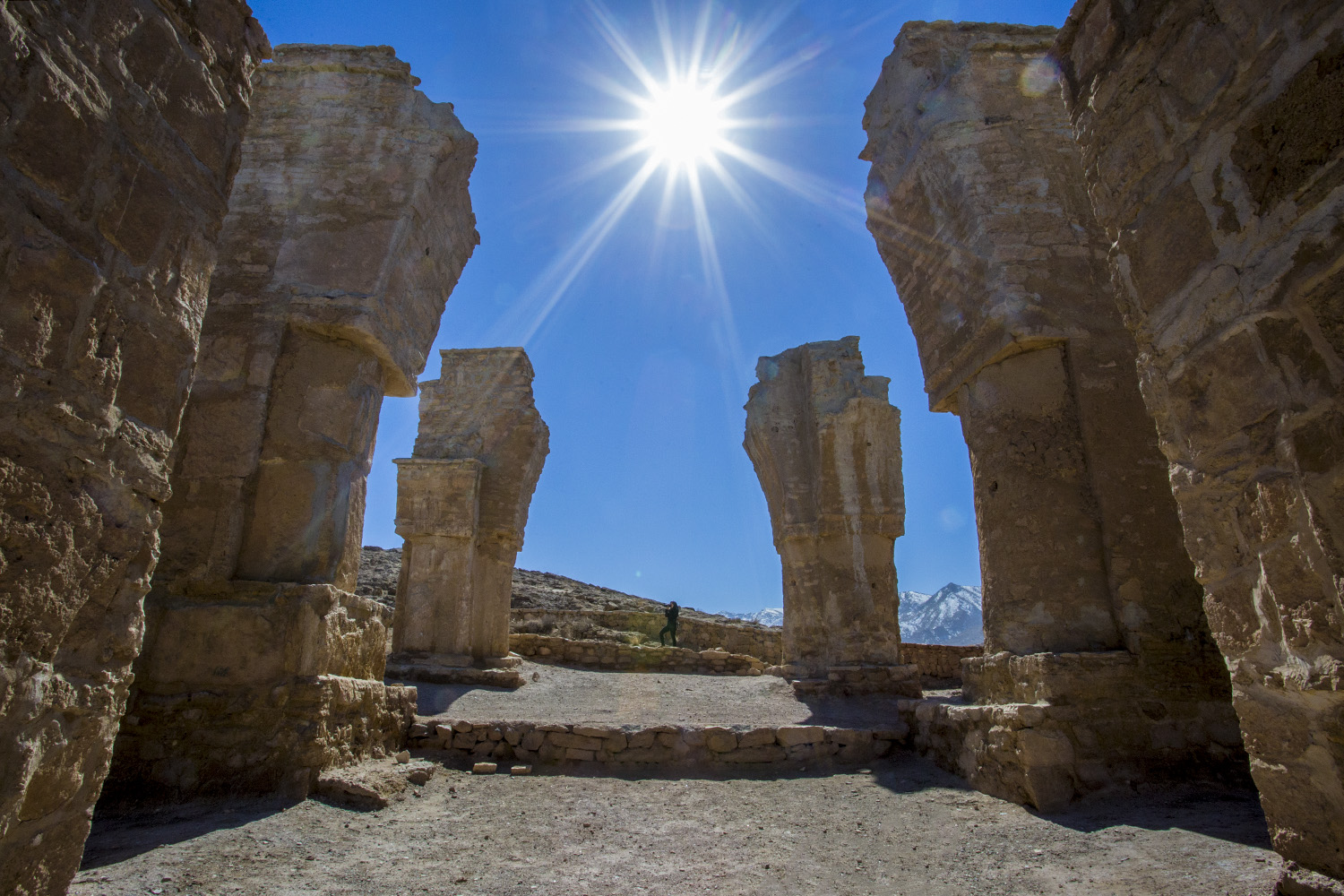
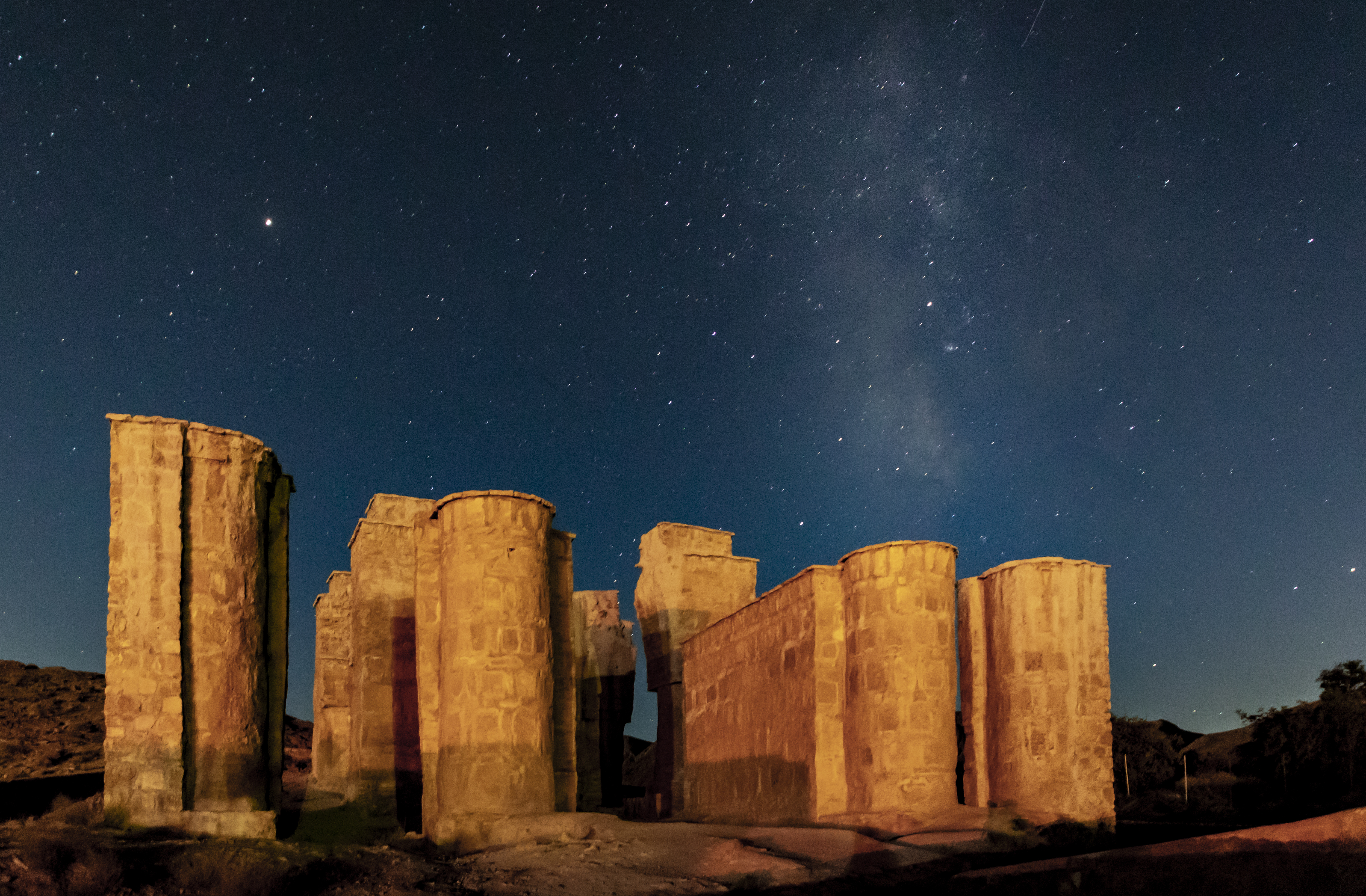